# Palzlied
Das Palzlied ist ein pfälzisches Mundartlied der Band Die anonyme Giddarischde, das inzwischen den Status einer inoffiziellen Regionalhymne der südwestdeutschen Region Pfalz hat. Das Lied hat einen hohen Identifikationswert und drückt die große Verbundenheit der Pfälzer zu ihrer Heimat aus. Es wird insbesondere bei den zahlreichen Volks- und Weinfesten in der Pfalz sowie bei den Heimspielen des 1. FC Kaiserslautern vor dem Anpfiff von den Fans im Fritz-Walter-Stadion gesungen.

Die Musik und der Text stammen von Roman Nagel, Thomas "Edsel" Merz und Michael Lange.

CD-Cover zum Palzlied
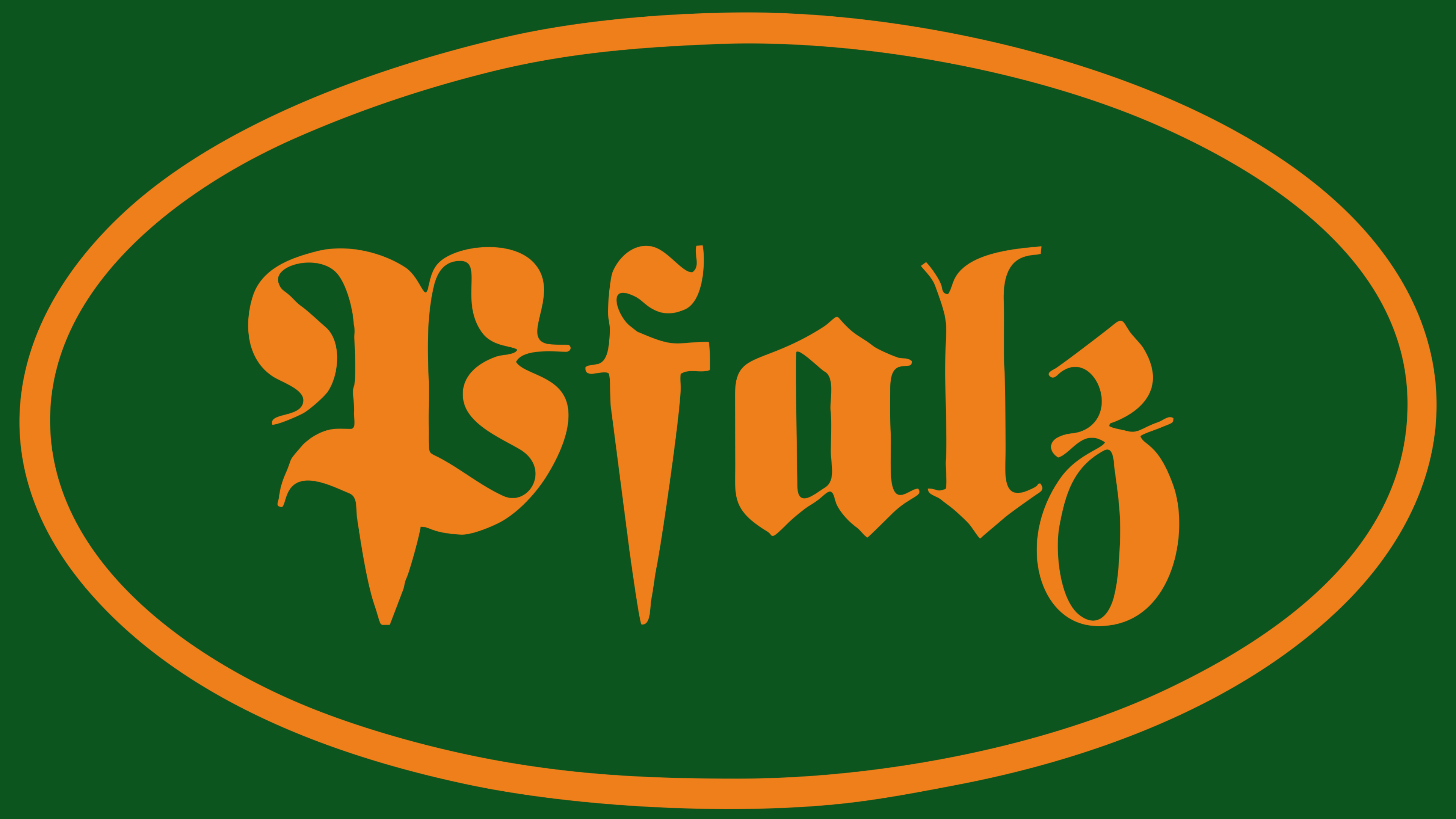
Palzlogo von "Die anonyme Giddarischde"